# Resolutie 1380 Veiligheidsraad Verenigde Naties
Resolutie 1380 van de Veiligheidsraad van de Verenigde Naties werd op 27 november 2001 unaniem aangenomen door de VN-Veiligheidsraad.

## Achtergrond
Begin jaren 1970 ontstond een conflict tussen Spanje, Marokko, Mauritanië en de Westelijke
Sahara zelf over de Westelijke Sahara dat tot dan in Spaanse handen was. Marokko legitimeerde zijn aanspraak op
basis van historische banden met het gebied. Nadat Spanje het gebied opgaf bezette Marokko er twee derde van. Het
land is nog steeds in conflict met Polisario dat met steun van Algerije de onafhankelijkheid
blijft nastreven. Begin jaren 1990 kwam een plan op tafel om de bevolking van de Westelijke Sahara
via een volksraadpleging zelf te laten beslissen over de toekomst van het land. Het was de taak van de VN-missie
MINURSO om dat referendum
op poten te zetten. Het plan strandde later echter door aanhoudende onenigheid tussen de beide partijen, waardoor
ook de missie nog steeds ter plaatse is.

## Inhoud
De Veiligheidsraad:
- Bevestigt resolutie 1359 en zijn eerdere resoluties over de kwestie rond de Westelijke Sahara.
- Neemt nota van de brief van de secretaris-generaal van 12 november 2001.

1. Beslist het mandaat van MINURSO tot 28 februari 2002 te verlengen.
2. Vraagt de secretaris-generaal om tegen 15 januari 2002 een tussenrapport in te dienen en de situatie tegen 18 februari 2002 te beoordelen.
3. Besluit om op de hoogte te blijven.

## Verwante resoluties
- Resolutie 1349 Veiligheidsraad Verenigde Naties
- Resolutie 1359 Veiligheidsraad Verenigde Naties
- Resolutie 1394 Veiligheidsraad Verenigde Naties (2002)
- Resolutie 1406 Veiligheidsraad Verenigde Naties (2002)

Lijst ·  1335 ·  1336 ·  1337 ·  1338 ·  1339 ·  1340 ·  1341 ·  1342 ·  1343 ·  1344 ·  1345 ·  1346 ·  1347 ·  1348 ·  1349 ·  1350 ·  1351 ·  1352 ·  1353 ·  1354 ·  1355 ·  1356 ·  1357 ·  1358 ·  1359 ·  1360 ·  1361 ·  1362 ·  1363 ·  1364 ·  1365 ·  1366 ·  1367 ·  1368 ·  1369 ·  1370 ·  1371 ·  1372 ·  1373 ·  1374 ·  1375 ·  1376 ·  1377 ·  1378 ·  1379 ·  1380 ·  1381 ·  1382 ·  1383 ·  1384 ·  1385 ·  1386